# Purpurjungfrusko
Purpurjungfrusko (Pleione limprichtii) är en flerårig växtart i släktet Pleione och familjen orkidéer. Den beskrevs av Rudolf Schlechter.

## Utbredning
Purpurjungfruskon förekommer i sydvästra Sichuan och Yunnan i Kina samt i norra Myanmar. Den odlas även som krukväxt.